# 浦宿站
浦宿站（日语：／ Urashuku eki */?）是一位於日本宮城縣牡鹿郡女川町、屬於東日本旅客鐵道（JR東日本）石卷線的鐵路車站。車站位於海岸線旁，2011年受到東日本大震災的影響而停駛近2年，雖然車站月台及候車室雖並未受到太嚴重的損壞，但因路軌被海水長時間浸過，出現生鏽及變形的狀況，而前後的路段（特別是向女川站方向）因堆積了大量由女川灣沿岸被海嘯沖過來的物件，整段路軌需拆掉重舖，月台亦重新鞏固及加高，並在向海的一邊新築建一道防洪水堤。停駛期間，JR東日本派出替代巴士作為臨時交通工具。

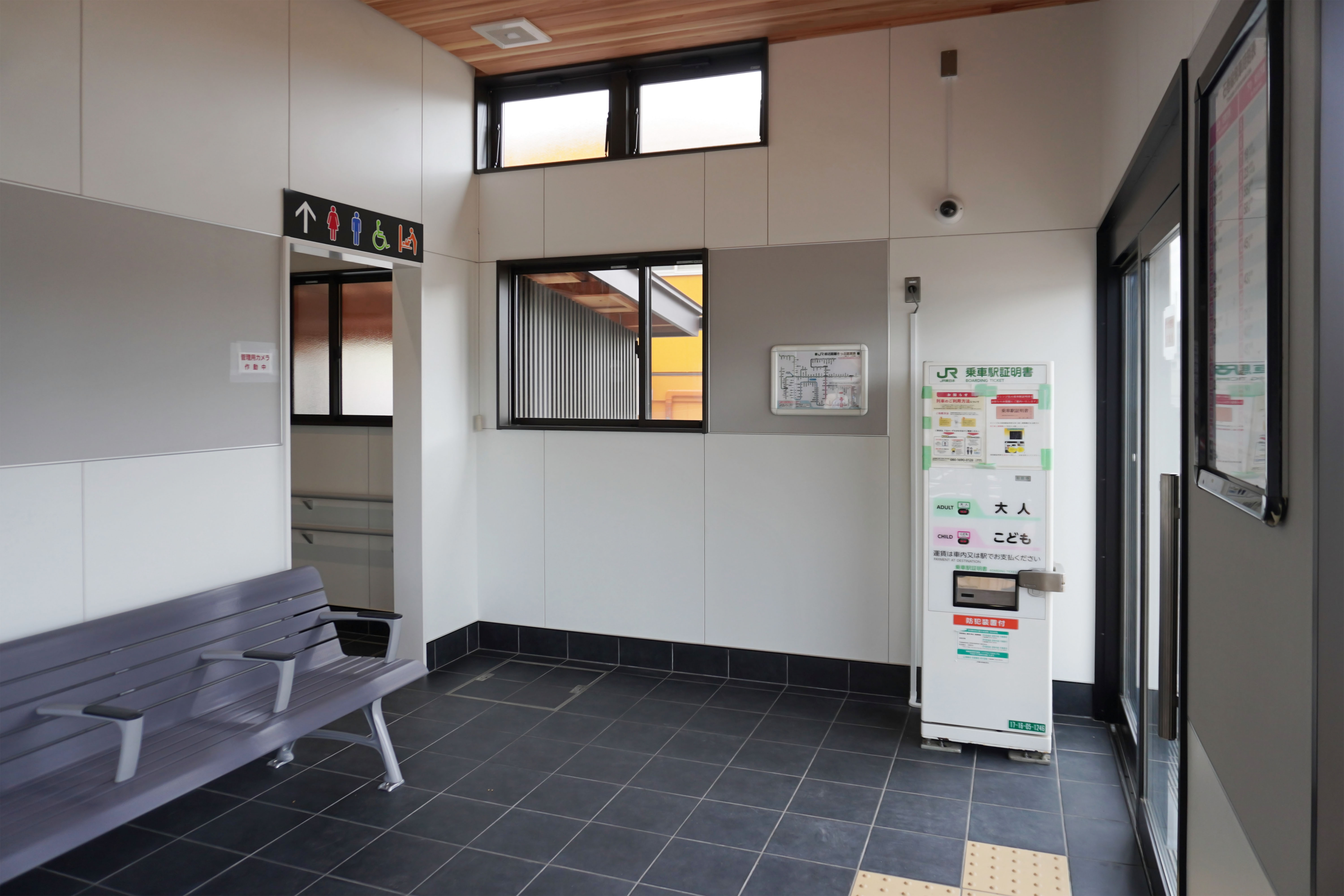
候車室内（2024年4月）

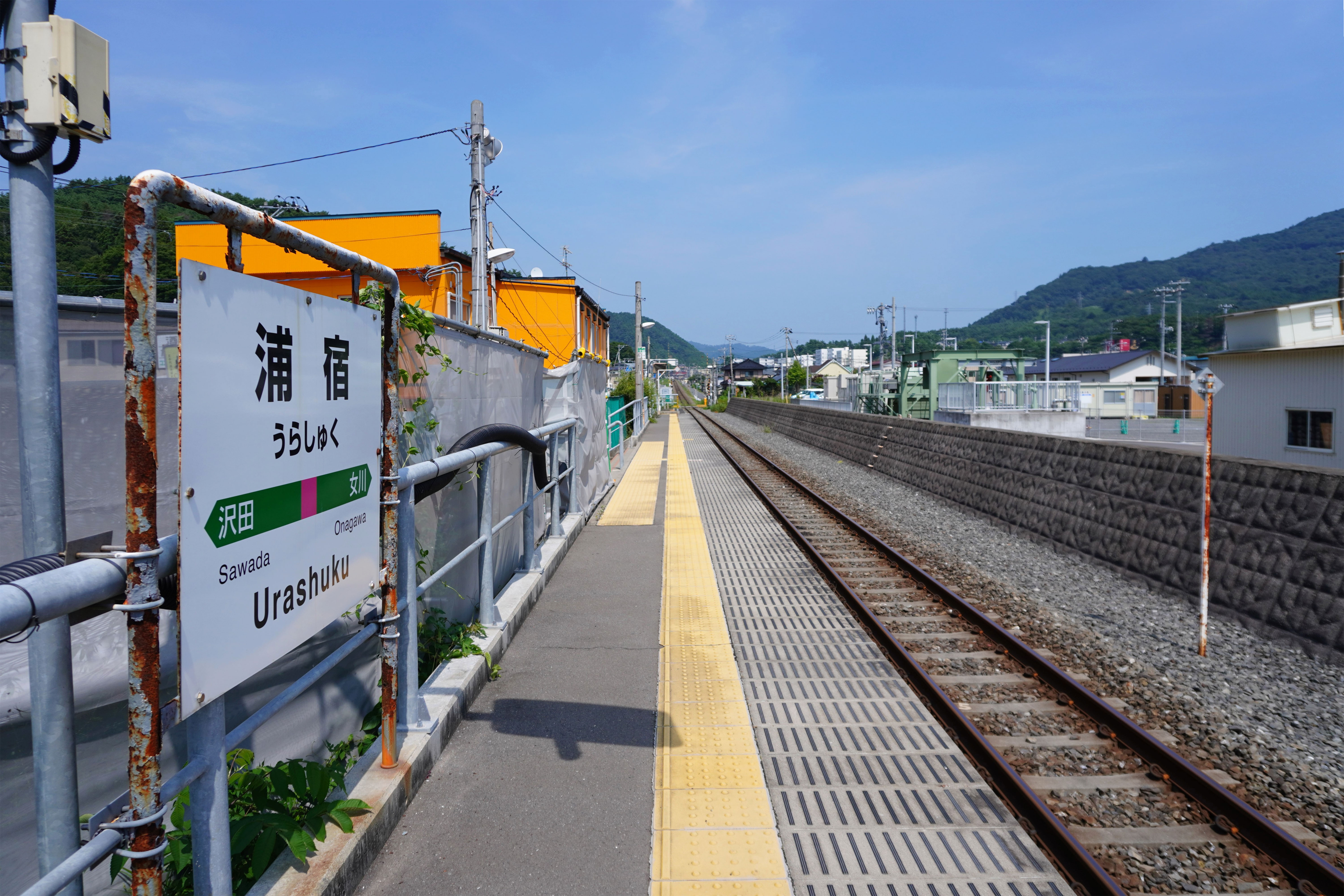
月台（2023年7月）

## 車站結構及月台配置

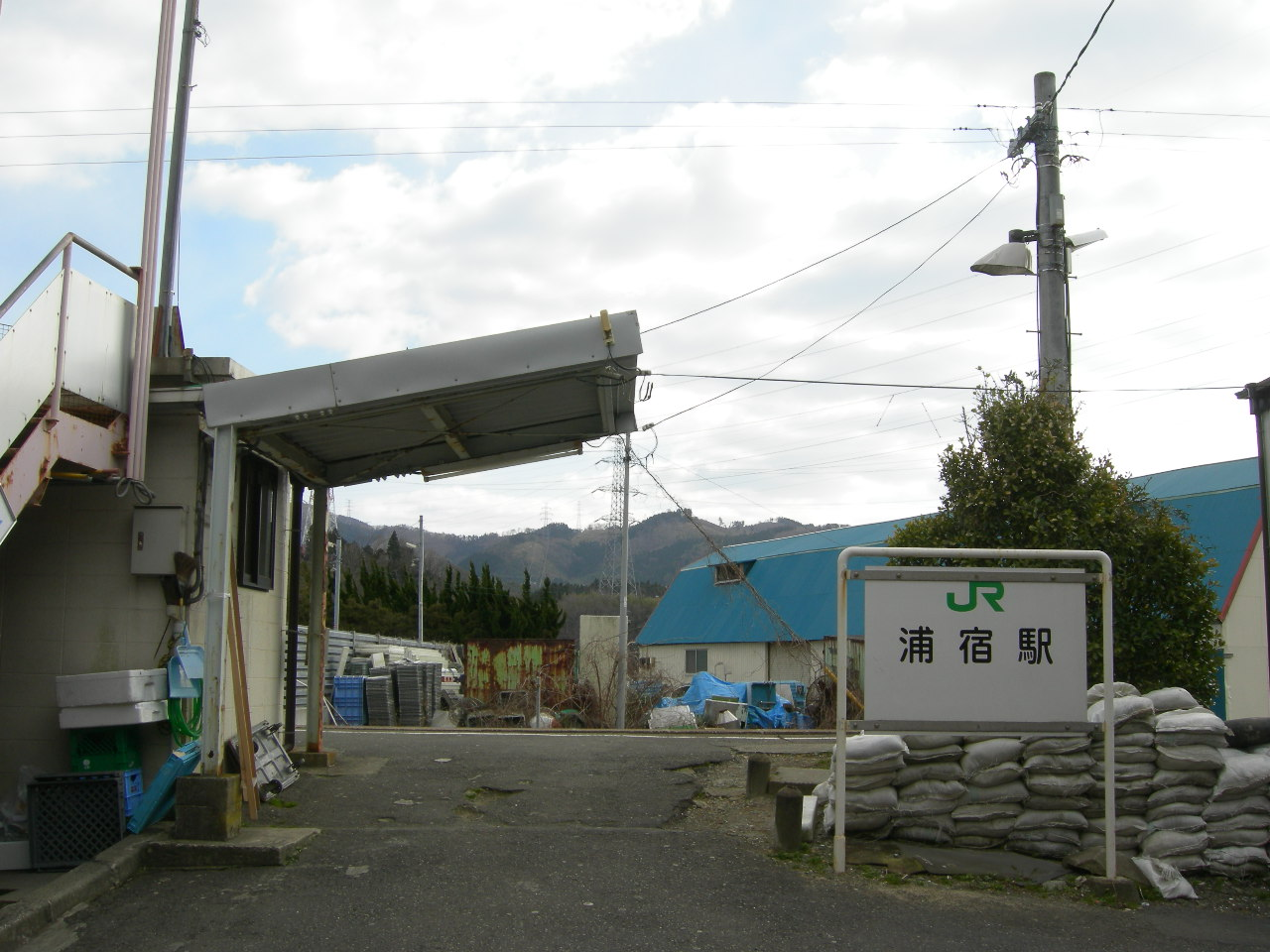
2007年時的車站入口，當時設有月台與路面之間建有無障礙斜道。

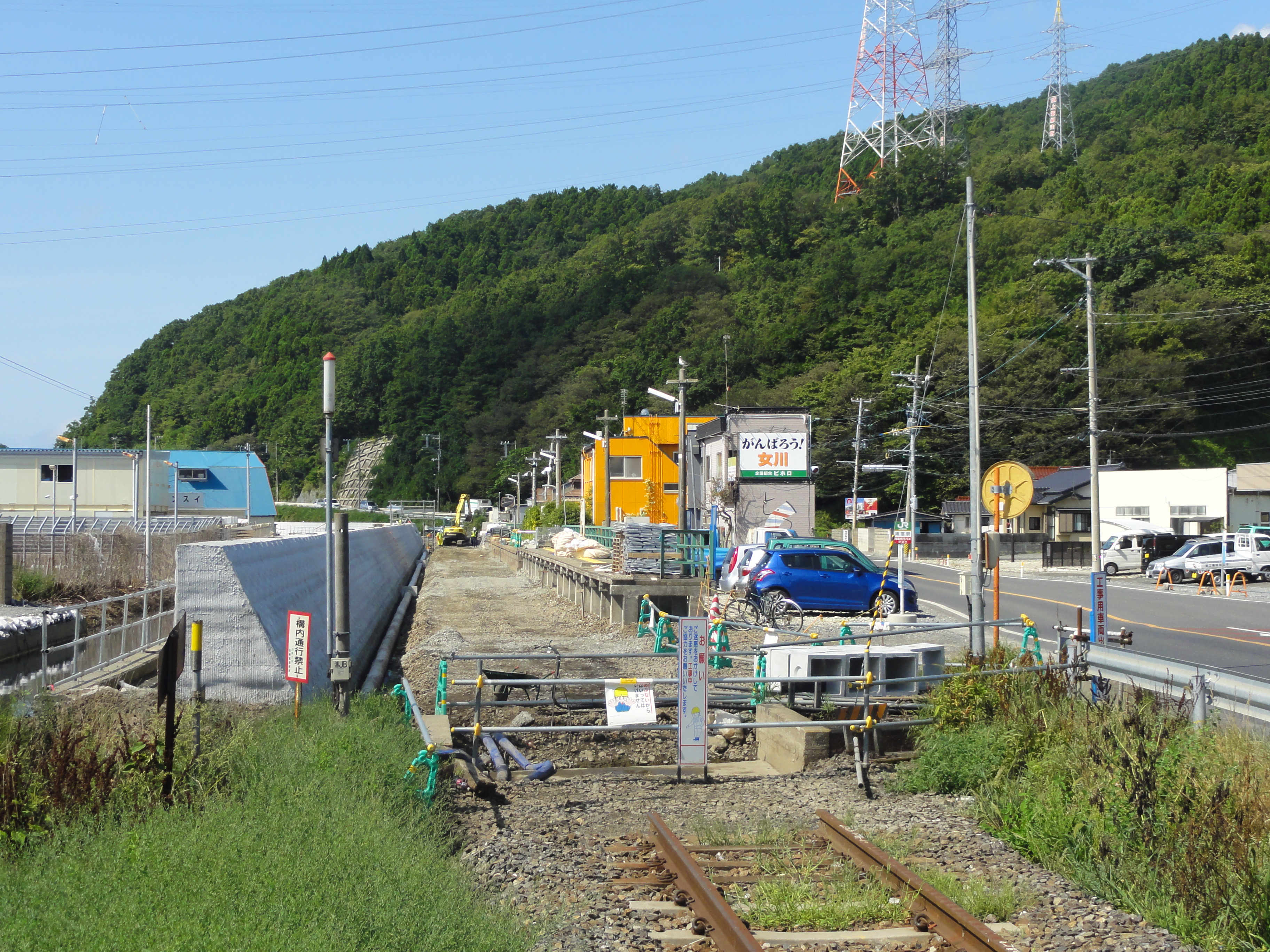
2012年9月重建月台時的樣貌，可見前端新建月台的高度與後方原來的月台高度有相羞。

採用簡易車站模式，車站入口將月台與路面連接。過往為無障礙出入通過，但重建月台時，因需要把月台昇高，導致路面與月台不再位處同一水平，而是要通過數級樓梯才可到達，事後亦沒有補回無障礙斜道，直至現在。進站後左側為獲保留的單層水泥建候車小屋，屋內設有候車座椅及簡易式自動售票機1座，而靠向出入口方向的一邊也加了上蓋；至於入口左側則為簡易洗手間。
月台的有效長度為4輛，列車停靠時，往女川方向為左側上落；往小牛田方向為右側上落。

## 歷史
- 1956年2月12日：開業。
- 1987年4月1日：國鐵分割民營化，車站管轄劃歸由東日本旅客鐵道繼承。
- 2011年：

- 3月11日：發生東北地方太平洋沖地震，引發的海嘯令全線不通。
- 4月21日：路線改以替代巴士行走，往來女川～石卷間。

- 2012年3月17日：石卷～渡波復駛，替代巴士縮短至只往渡波站。[4] 。
- 2013年3月16日：渡波～本站復駛[5][6][7]，暫作為路線的終點站，替代巴士縮短至只由本站開往女川。
- 2015年3月21日：本站～女川站重開[8]，改回為中途站，同日起替代巴士停駛。

## 相鄰車站
東日本旅客鐵道
■石卷線（包括■■仙石東北線）
■快速（紅快速）、■普通
澤田－浦宿－女川

## 外部連結
- JR東日本浦宿站公式網頁 （页面存档备份，存于）（日語）